# Bouvesse-Quirieu
Bouvesse-Quirieu és un municipi francès situat al departament de la Isèra i a la regió d'Alvèrnia-Roine-Alps. L'any 2007 tenia 1.306 habitants.

## Demografia

### Població
El 2007 la població de fet de Bouvesse-Quirieu era de 1.306 persones. Hi havia 530 famílies de les quals 141 eren unipersonals (46 homes vivint sols i 95 dones vivint soles), 182 parelles sense fills, 170 parelles amb fills i 37 famílies monoparentals amb fills.
La població ha evolucionat segons el següent gràfic:
Habitants censats

### Habitatges
El 2007 hi havia 622 habitatges, 536 eren l'habitatge principal de la família, 57 eren segones residències i 29 estaven desocupats. 567 eren cases i 52 eren apartaments. Dels 536 habitatges principals, 408 estaven ocupats pels seus propietaris, 123 estaven llogats i ocupats pels llogaters i 5 estaven cedits a títol gratuït; 2 tenien una cambra, 14 en tenien dues, 79 en tenien tres, 193 en tenien quatre i 248 en tenien cinc o més. 451 habitatges disposaven pel capbaix d'una plaça de pàrquing. A 219 habitatges hi havia un automòbil i a 267 n'hi havia dos o més.

### Piràmide de població
La piràmide de població per edats i sexe el 2009 era:
| Homes | Edats   | Dones |
| ----- | ------- | ----- |
| 0     | 95 o +  | 0     |
| 0     | 90 a 94 | 4     |
| 0     | 85 a 89 | 4     |
| 0     | 80 a 84 | 16    |
| 12    | 75 a 79 | 16    |
| 44    | 70 a 74 | 24    |
| 16    | 65 a 69 | 56    |
| 36    | 60 a 64 | 28    |
| 20    | 55 a 59 | 24    |
| 72    | 50 a 54 | 48    |
| 28    | 45 a 49 | 28    |
| 40    | 40 a 44 | 32    |
| 20    | 35 a 39 | 36    |
| 48    | 30 a 34 | 24    |
| 20    | 25 a 29 | 24    |
| 24    | 20 a 24 | 28    |
| 28    | 15 a 19 | 24    |
| 40    | 10 a 14 | 28    |
| 28    | 5 a 9   | 24    |
| 12    | 0 a 4   | 20    |

## Economia
El 2007 la població en edat de treballar era de 833 persones, 586 eren actives i 247 eren inactives. De les 586 persones actives 519 estaven ocupades (300 homes i 219 dones) i 66 estaven aturades (28 homes i 38 dones). De les 247 persones inactives 85 estaven jubilades, 65 estaven estudiant i 97 estaven classificades com a «altres inactius».

### Ingressos
El 2009 a Bouvesse-Quirieu hi havia 557 unitats fiscals que integraven 1.392 persones, la mediana anual d'ingressos fiscals per persona era de 17.247 €.

### Activitats econòmiques
Dels 50 establiments que hi havia el 2007, 1 era d'una empresa extractiva, 4 d'empreses alimentàries, 8 d'empreses de fabricació d'altres productes industrials, 17 d'empreses de construcció, 5 d'empreses de comerç i reparació d'automòbils, 3 d'empreses de transport, 2 d'empreses d'hostatgeria i restauració, 1 d'una empresa financera, 3 d'empreses de serveis, 1 d'una entitat de l'administració pública i 5 d'empreses classificades com a «altres activitats de serveis».
Dels 13 establiments de servei als particulars que hi havia el 2009, 1 era una funerària, 2 paletes, 2 guixaires pintors, 3 fusteries, 1 lampisteria, 2 electricistes i 2 perruqueries.
Dels 2 establiments comercials que hi havia el 2009, 1 era una fleca i 1 una floristeria.
L'any 2000 a Bouvesse-Quirieu hi havia 16 explotacions agrícoles que ocupaven un total de 696 hectàrees.

## Equipaments sanitaris i escolars
El 2009 hi havia 1 escola maternal i 1 escola elemental.

## Poblacions més properes
El següent diagrama mostra les poblacions més properes.